# Baron Masham
Baron Masham ist ein erblicher britischer Adelstitel, welcher dreimal verliehen wurde. Die erste Verleihung erfolgte in der Peerage of Great Britain, die beiden späteren in der Peerage of the United Kingdom. 

## Verleihungen
Erstmals wurde am 1. Januar 1712 der Titel Baron Masham, of Otes, an den Höfling Samuel Masham verliehen. Der Titel erlosch am 14. Juni 1776 mit dem Tod des zweiten Barons.
Das zweite Mal wurde am 15. Juli 1891 der Titel Baron Masham, of Swinton in the County of York, für den Industriellen Samuel Cunliffe Lister geschaffen. Mit dem Tod des dritten Barons erlosch dieser Titel am 4. Januar 1924.
Am 5. Mai 1955 wurde der Titel Baron Masham, of Ellington im County of York, an den Politiker Philip Cunliffe-Lister, 1. Viscount Swinton vergeben, der zugleich auch zum Earl of Swinton erhoben wurde. Der jeweilige Earl of Swinton führt die Baronie als nachgeordneten Titel, sein Titelerbe (Heir apparent) führt den Höflichkeitstitel Lord Masham.

## Weitere Titel
Die Frau des zweiten Earls, Susan Cunliffe-Lister wurde am 12. Februar 1970 in der Peerage of the United Kingdom zu einem Life Peer in eigenem Recht ernannt. Sie erhielt den Titel Baroness Masham of Ilton, of Masham in the North Riding of the County of York.

## Liste der Barone Masham

Samuel Lister, 1. Baron Masham

### Baron Masham, erste Verleihung (1712)
- Samuel Masham, 1. Baron Masham (um 1679–1758)
- Samuel Masham, 2. Baron Masham (1712–1776)

### Baron Masham, zweite Verleihung (1891)
- Samuel Cunliffe Lister, 1. Baron Masham (1815–1906)
- Samuel Cunliffe Lister, 2. Baron Masham (1857–1917)
- John Cunliffe-Lister, 3. Baron Masham (1867–1924)

### Baron Masham, dritte Verleihung (1955)
- Philip Cunliffe-Lister, 1. Earl of Swinton, 1. Baron Masham (1884–1972)
- David Cunliffe-Lister, 2. Earl of Swinton, 2. Baron Masham (1937–2006)
- Nicholas Cunliffe-Lister, 3. Earl of Swinton, 3. Baron Masham (* 1939)
- Nicholas Cunliffe-Lister, 3. Earl of Swinton, 4. Baron Masham (1939–2021)
- Mark Cunliffe-Lister, 4. Earl of Swinton, 5. Baron Masham (* 1970)

Titelerbe ist der Sohn des jetzigen Earls, William Cunliffe-Lister, Lord Masham (* 2004).